# Märkäjärvi (sjö i Lappland)
Märkäjärvi är en sjö i Finland. Den ligger i Salla kommun i landskapet Lappland, nordväst om Salla kyrkoby. Sjön ligger 207,2 meter över havet. Arean är 0,3006 kvadratkilometer och strandlinjen är 2,58 kilometer lång.